# Cistanche phelipaea
Cistanche phelipaea är en snyltrotsväxtart. Cistanche phelipaea ingår i släktet Cistanche och familjen snyltrotsväxter.

## Underarter
Arten delas in i följande underarter:
- C. p. lutea
- C. p. phelipaea